# Jacques-Antoine Derome
Pour les articles homonymes, voir Derome.
Jacques-Antoine Derome (Paris, 20 juillet 1698 - Paris, 22 novembre 1760) est un relieur français.

## Biographie
Actif à Paris, Jacques-Antoine Derome appartient à une véritable dynastie familiale de relieurs dont le plus célèbre représentant est son fils Nicolas-Denis Derome.
Jacques-Antoine Derome est reçu maître le 25 juin 1718 et est  élu garde de la Communauté du 11 septembre 1737 au 10 juin 1739.

## Collections
- Bibliothèque nationale de France
- Bibliothèque du Congrès